# 보조 도시나가

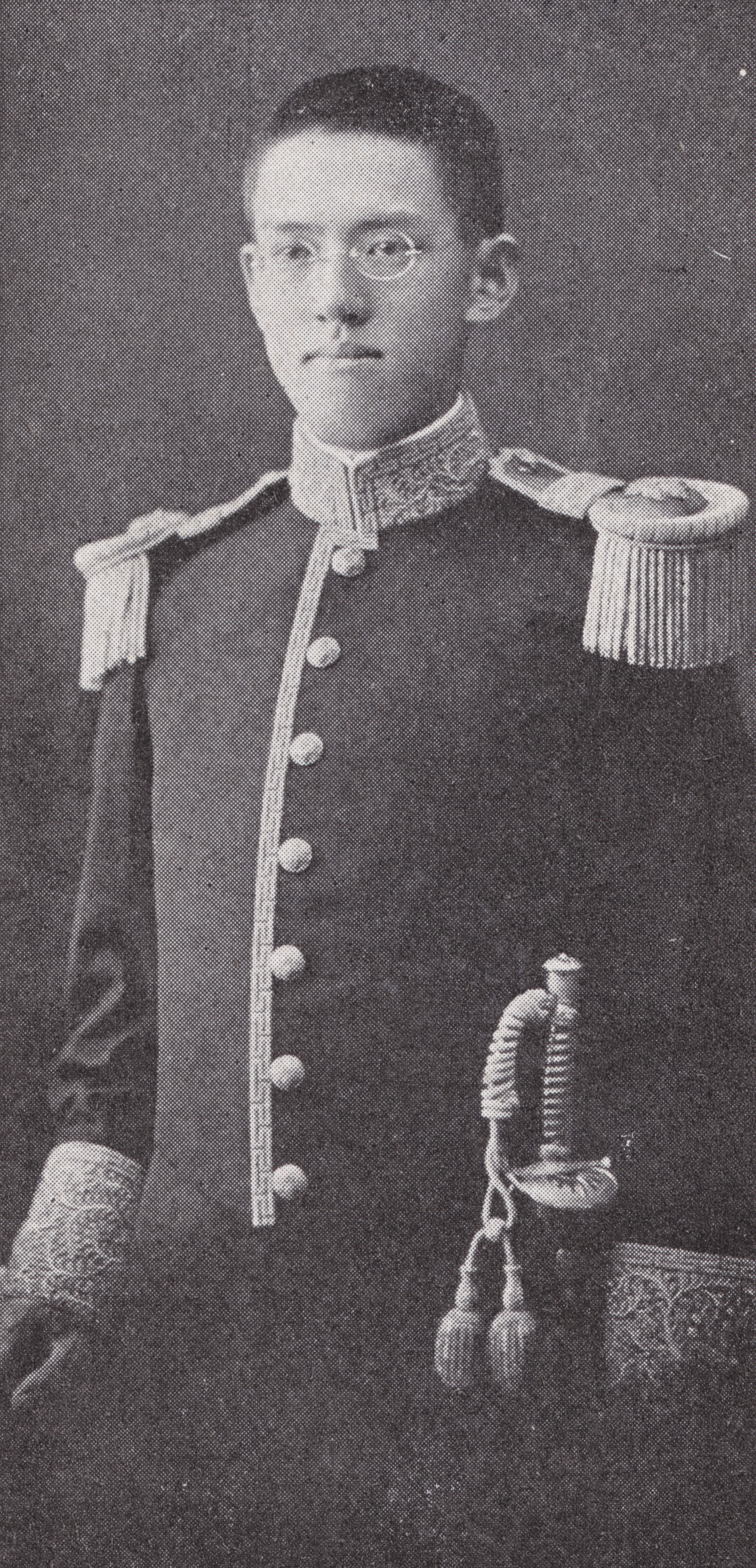
보조 도시나가 백작

보조 도시나가(일본어: 坊城俊良, 1893년 ~ 1966년 5월 30일)는 일본의 화족이다. 식부관, 이세 신궁 대궁사, 황태후궁태부 등을 역임하였다. 정3위 훈2등.
보조 백작가 초대 당주 보조 도시아야(坊城俊章)의 4남으로 어머니는 히데코(秀子)이다. 부인은 자작 이리에 다메모리(入江為守)의 장녀 노리코(朔子)이다. 노리코와의 자식은 도시타미(俊民)가 있다.
도시아야의 3남 도시노리(俊徳)가 뒤를 이어 백작위를 습작하지만 도쿄 제국대학 공과 3학년에 재학 중 장티푸스에 감염되어 사망하자 동생 도시나가가 뒤를 이어 1911년 백작위를 습작하였다. 궁내성 시종, 주엽관, 식부직악부장, 장전직서무과장, 식부직의식과장을 역임하였다. 1927년 대례사사무관으로 근무하였다.

## 참고 자료
- (일본어) 야나카 령원 보조 가묘